# Greg Mansell
Greg Mansell, född 8 november 1987 i Douglas på Isle of Man, är en brittisk racerförare. Han är son till den tidigare Formel 1-världsmästaren Nigel Mansell och yngre bror till racerföraren Leo Mansell.

## Racingkarriär
| År                                               | Klass/Mästerskap                     | Team                                       | Bil                          | Totalt/poäng   | Bästa placering      |
| ------------------------------------------------ | ------------------------------------ | ------------------------------------------ | ---------------------------- | -------------- | -------------------- |
| 2006                                             | Formula BMW UK                       | Team SWR Mansell Motorsport                | Mygale FB02 (BMW K1200RS)    | 14:e/24p       | ?                    |
| 2006                                             | Brittiska F3-mästerskapet            | Fortec Motorsport                          | Dallara F306 (Mercedes)      | -/0p           | ?                    |
| 2007                                             | Brittiska F3-mästerskapet            | Fortec Motorsport                          | Dallara F307 (Mercedes)      | 10:a/79p       | Tre tredjeplatser    |
| 2008                                             | Atlantic Championship                | Walker Racing                              | Swift 016.a (Mazda-Cosworth) | 10:a/105p      | 5:a på Road Atlanta  |
| 2009                                             | Formula Renault 3.5 Series           | Ultimate Signature Racing Red Devil Comtec | Dallara FR35 (Renault)       | 26:a/4p        | 9:a på Spa (Race 2)  |
| 2009                                             | Atlantic Championship                | Genoa Racing                               | Swift 016.a (Mazda-Cosworth) | 20:e/4p        | 10:a på Road Atlanta |
| 2009                                             | Le Mans Series - LMP1                | Team LNT                                   | Ginetta (Zytek)              | -/0p           | ?                    |
| 2010                                             | Formula Renault 3.5 Series           | Comtec Racing                              | Dallara FR35 (Renault)       | 15:e/23p       | Två femteplatser     |
| 2010                                             | Le Mans Series - LMP1                | Beechdean Mansell                          | Ginetta-Zytek 09S            | 9:a/34p        | 1:a på Hungaroring   |
| 2010                                             | Le Mans 24-timmars - LMP1            | Beechdean Mansell                          | Ginetta-Zytek 09S            | Bröt           | Bröt                 |
| 2011                                             | Blancpain Endurance Series - GT4 Cup | Lotus Italia                               | Lotus Evora GT4              | säsongen pågår | säsongen pågår       |
| Senast uppdaterad: 2011-09-03 (4877 dagar sedan) |                                      |                                            |                              |                |                      |